# Allmendingen (Baden-Württemberg)
Allmendingen è un comune tedesco di 4 601 abitanti, situato nel land del Baden-Württemberg.